# Stictogryllacris laetitia
Stictogryllacris laetitia är en insektsart som först beskrevs av Kirby, W.F. 1906.  Stictogryllacris laetitia ingår i släktet Stictogryllacris och familjen Gryllacrididae.

## Underarter
Arten delas in i följande underarter:
- S. l. laetitia
- S. l. mundamensis
- S. l. graueri
- S. l. kilwae